# Flikfeberrot
Flikfeberrot (Triosteum pinnatifidum) är en kaprifolväxtart som beskrevs av Carl Maximowicz. Flikfeberrot ingår i släktet feberrötter, och familjen kaprifolväxter. Inga underarter finns listade i Catalogue of Life.

## Bildgalleri

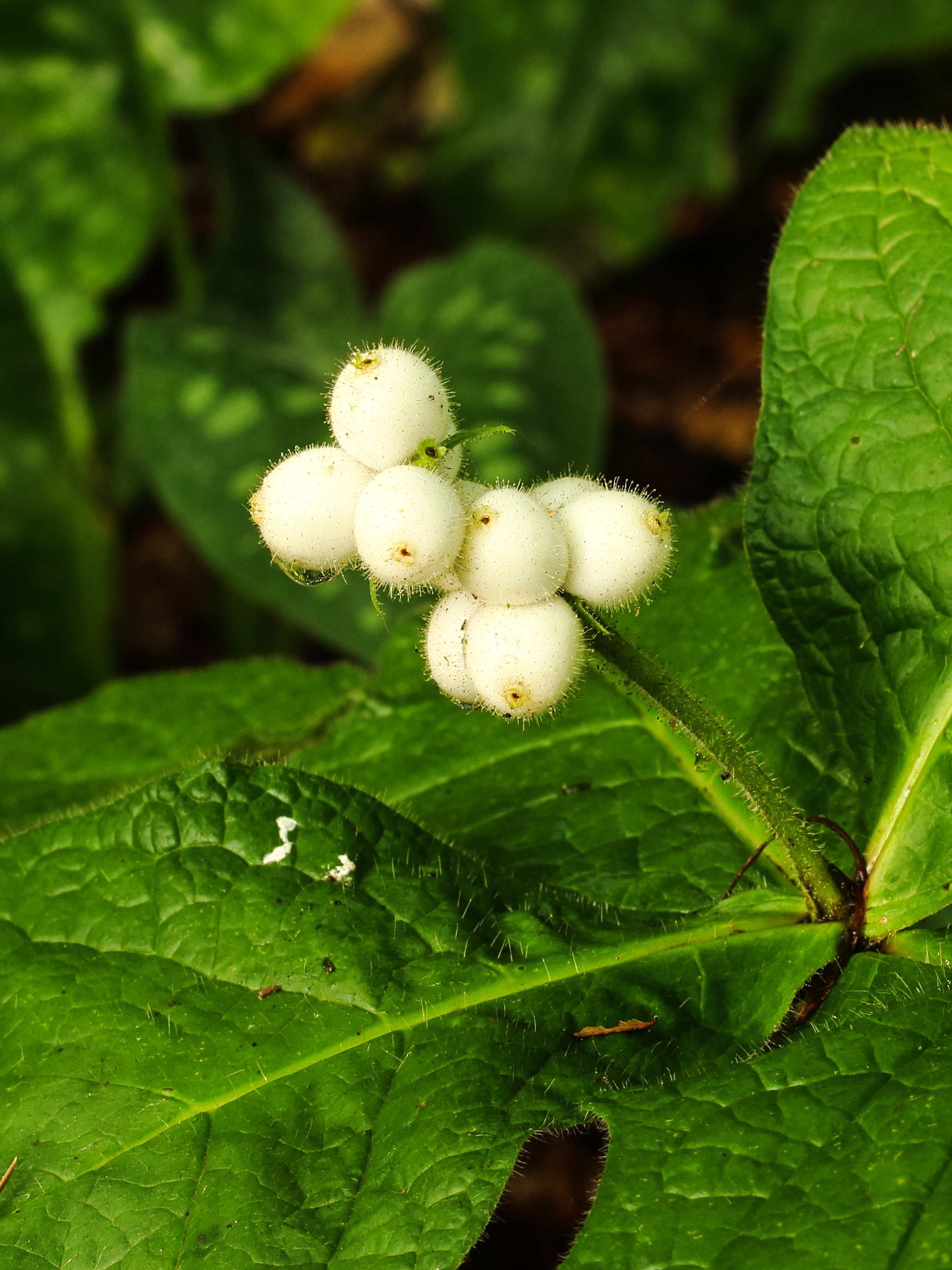